# Gratia

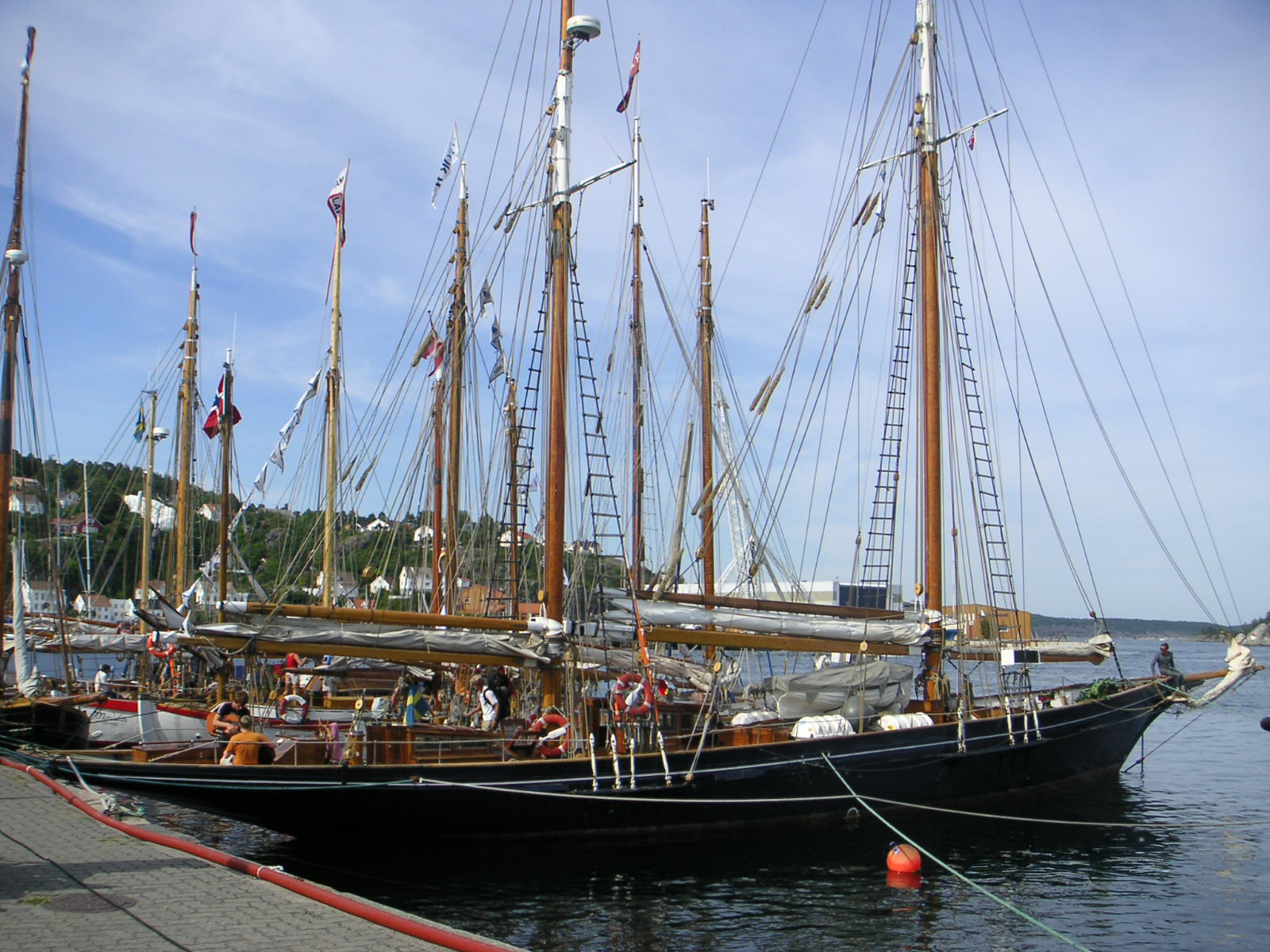
Gratia i Risør, Norge 2006.

Gratia är ett av tre fartyg ägda av Stiftelsen Svenska Kryssarklubbens Seglarskola, de andra två är Gratitude och T/S Atlantica. Gratia är en före detta lyxyacht, till skillnad från de andra två fartygen vilka är kuttrar. Seglarskolans verksamhet är belägen vid Nya Varvet i Göteborg där fartygen ligger under vintrarna. 

## Historia

### England och tillbaka
Gratia, först döpt till Bertha, är byggd 1900 i Cowes på Isle of Wight. Varvet var H. Hansen & Co och designer var A.E Payne, ett systerbolag till Camper & Nicholson på samma ö. Samma år som Gratia byggdes på H. Hansen & Co byggdes ytterligare två fartyg på varvet. Det skall jämföras med Camper & Nicholson som lät bygga 15 fartyg under samma år. Hennes första ägare hette J. K. Soames från London och hemmahamn var Southampton. Han ägde Bertha till 1915. Under den tiden fick hon nytt segelställ två gånger, 1905 och 1910, och alla tre ställen är gjorda av Ratsey & Lapthorn. Bertha var byggd och riggad som yawl. Detta betyder längre klyvarbom, längre storbom, rorkult och en liten mesan som skotades i ett "rövstrå" i aktern.
1916 fick Bertha ny ägare och döptes om till Aziade. Den nya ägaren var en fransman vid namn Maurice Delahaye från Avenue Mozart i Paris. Aziade fick hemmahamn i Le Havre på den franska kusten. 1920 var inte Aziade med i Lloyd's Register of Yachts men återkommer 1921 med ny ägare.
Från 1921 till 1928 var Aziade återigen registrerad i Southampton. Den nya ägaren var en W.J.M. Burton som de sista två åren han ägde båten blev adlig och gick under namnet Sir William J.M. Burton. W.J.M. Burton installerade år 1926 en fyrcylindrig paraffinmotor (fotogen) som troligtvis dock inte tog upp henne i några större hastigheter.
Ett nytt ägarbyte ägde rum 1929, då kom en R. Ashton in som ägare, även han bodde i London och han registrerade hennes hemmahamn som London. Han hade henne i sin ägo till 1935. 1930 fick hon ett nytt segelställ av en segelmakare som hette Gowen.
Under 1936 var det återigen en ny ägare, en K. McConnel som kom att döpa om henne till Blue Shadow.

### Einar Hansen
1937 finns det inga uppgifter i Lloyd's Register of Yachts men 1938 kom det återigen en ny ägare. Det var Einar Hansen, skeppsredare från Malmö. Einar Hansen döpte om henne till Cinderella. 1939 genomgick Cinderella en större renovering, bland annat installerades en oljemotor, en 6-cylindrig Thornycraft, på cirka 27 hästkrafter, man drog också in elektrisk ström. Samma år riggade Hansen om henne till skonare (den riggen var ritad av Kurt Reimers) och lät lägga om däcket, återigen till ett teakdäck. 1953 installerades en 6-cylindrig Penta på 150 hästkrafter.
Cinderella var skeppsredarens privata, vitmålade lustyacht fram till 1964 då hon donerades till Seglarskolan och fick namnet Gratia. 
I samband med att hon kom i Seglarskolans ägo gjordes förändringar i inredningen för att passa som utbildningsfartyg för 18 elever. I mitten på 1970-talet riggades hon om till ketch, för att få liknande riggtyp som Gratitude och en enkel rigg att handskas med för ungdom. 1987 fattade Seglarskolan beslut om att totalrenovera Gratia. Först genomgick fartyget en omfattande skrovrenovering. 1988-89 var det dags för ombyggnad av inredning, byte av tankar, elsystem med mera. Generalarrangemanget är delvis nytt med plats för alla 18 eleverna i mässen. Hälleviksstrands varv arbetade på inredningen i samarbete med Seglarskolans arkitekter. Inredningen är byggd i teak och ask med den gamla yachtkaraktären från tidigt 1900-tal väl bevarad. 

## Tekniska data
- Båttyp: Gaffelketch / Yacht
- Byggår: 1900
- Båten har åtta segel i sin gaffelsegelrigg.
  - Storsegel
  - Storsegeltopp
  - Fock
  - Klyvare
  - Jagare
  - Mesan
  - Mesantopp
  - Mesanstagsegel ("Röde baron")

Olika versioner av seglen finns ombord för olika vindstyrkor och riktningar. Som exempel kan nämnas mesanstagsegel vilket finns i två varianter, en mer undanvindsanpassad variant som är färgad i en karakteristisk röd färg ("Röde baron"), och en mer halvvindsanpassad som är färgad segeldukens naturliga färg beige.